# Filotecnica
La Filotecnica venne fondata nel 1865 da Ignazio Porro, con sede a Milano, per la costruzione di strumenti ottici e di misura, specialmente per uso topografico e geodetico. Successivamente, il controllo dell'azienda fu assunto da Angelo Salmoiraghi che la portò ad affermarsi come principale azienda italiana del settore con la nuova denominazione Filotecnica Salmoiraghi.
Inizialmente, più che di una vera azienda si trattava di una "scuola-officina" la cui produzione era limitata a pezzi sperimentali, unici o al massimo riprodotti in pochissimi esemplari. Nel 1870, entrò in azienda l'ingegner Angelo Salmoiraghi, che era stato allievo del Porro al Politecnico di Milano. Questi trasformò la Filotecnica in un'industria competitiva, ampliando anche i settori produttivi. Dal 1877, iniziò la produzione della prima macchina per cucire italiana. Alla fine del secolo, con la collaborazione di Francesco Koristka, venne ampliata e migliorata l'offerta di lenti e strumenti ottici di precisione.
Dopo la morte di Salmoiraghi (1939), l'azienda venne inglobata nell'IRI. La società è stata accorpata nella Salmoiraghi & Viganò e la produzione di strumenti tecnico-scientifici è cessata da diversi anni.

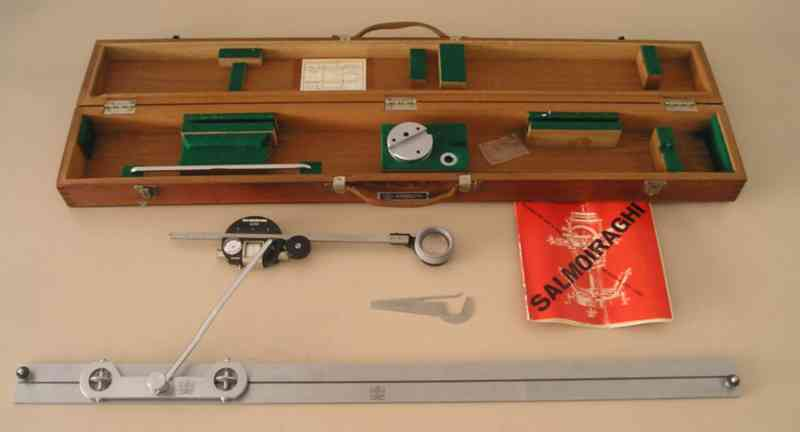
Planimetro 237 della Filotecnica-Salmoiraghi